# Histoire du Dakota du Sud
L'histoire du Dakota du Sud décrit l'histoire de l'État américain du Dakota du Sud sur plusieurs millénaires, depuis ses premiers habitants jusqu'aux événements récents.

## Premiers habitants

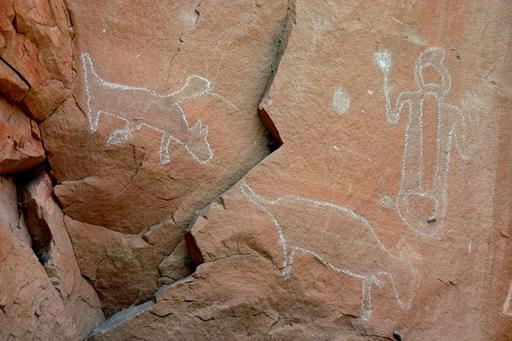
Pétroglyphes gravés dans un canyon des Black Hills.

Des êtres humains ont habité ce qui est aujourd'hui le Dakota du Sud depuis des millénaires. Des chasseurs préhistoriques pénètrent les premiers en Amérique du Nord, il y a au moins 17 000 années, par le  détroit de Béring, qui permet le passage lors du dernier Âge de glace entre la Sibérie et l'Alaska. Les premiers colons de ce qui deviendra le Dakota du Sud sont des chasseurs-cueilleurs nomades utilisant la technologie de l'âge de pierre pour chasser les mammifères préhistoriques qui peuplent alors la région : mammouths, paresseux géants et chameaux. La culture paléolithique de ces populations disparaît aux alentours de 5000 av. J.-C., après l'extinction de la plupart de ces espèces chassées.
Entre le Ve et le VIIIe siècles, la majeure partie de l'est du Dakota du Sud est habitée par un peuple appelé Mound Builders (« Bâtisseurs de tumulus »). Les Mound Builders sont des chasseurs qui vivent dans des villages temporaires et sont ainsi dénommés en raison des tumulus funéraires souterrains qu'ils édifient et dont certains existent encore. Leurs lieux de vie semblent s'être concentrés autour des points d'eau de la Big Sioux River et du Big Stone Lake, bien que d'autres sites aient été mis au jour dans d'autres parties de l'est de l'État. L'assimilation, associée à des périodes de guerre, conduit à la disparition des Mound Builders vers l'an 800. Entre 1250 et 1400, des agriculteurs, vraisemblablement descendants des actuels Mandan du Dakota du Nord, viennent de l'est et s'installent  dans la partie centrale de l'État. En 1325 se produit le massacre de Crow Creek, près de Chamberlain. Des fouilles archéologiques réalisées sur le site ont révélé la présence de 486 corps enterrés dans une fosse commune entouré d'un genre de fortification ; de nombreux squelettes présentaient des traces de scalpation et de décapitation,.

### Les Arikara

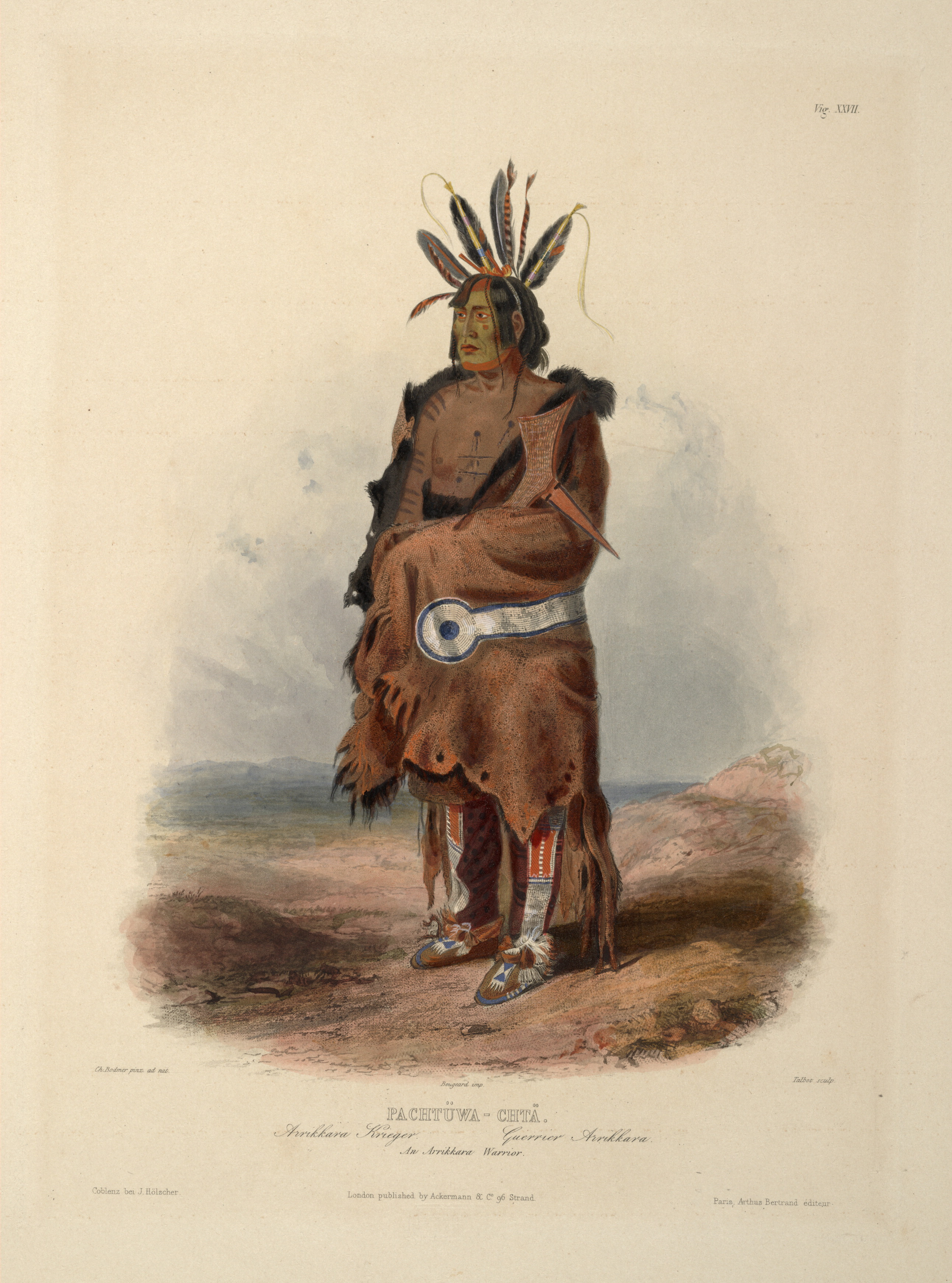
Portrait signé Karl Bodmer représentant un guerrier arikara, début des années 1840.

Les Arikara, aussi connus sous le nom de Ree, commencent à émigrer depuis le sud au XVIe siècle,. Ils parlent une langue caddoane semblable à celle des Pawnees et probablement originaire des régions aujourd'hui occupées par le Kansas et le Nebraska,,. Bien que voyageant parfois pour chasser ou faire du commerce, les Arikara sont beaucoup moins nomades que leurs voisins et vivent la plupart du temps dans des villages permanents,. Ces villages consistent généralement en quelques habitations en terre de forme ronde et regroupées dans une enceinte faite de rondins de bois,. Chaque village possède une structure politique semi-autonome, les sous-tribus arikara étant reliées entre elles par des formes d'alliance. En plus de chasser et de cultiver le maïs, la citrouille, le haricot et la courge, les Arikara sont aussi d'habiles commerçants et servent fréquemment d'intermédiaires entre les tribus du nord et celles du sud. C'est probablement à l'occasion de ces transactions commerciales que des chevaux espagnols atteignent la région pour la première fois vers 1760,. Les Arikara atteignent leur apogée au XVIIe siècle et se répartissent alors sur 32 villages. À la fois en raison des maladies que de la pression des autres tribus, le nombre de villages arikara tombe à deux seulement à la fin du XVIIIe siècle, et les Arikara finissent par se fondre complètement dans le peuple mandan, au nord.

### Les Sioux

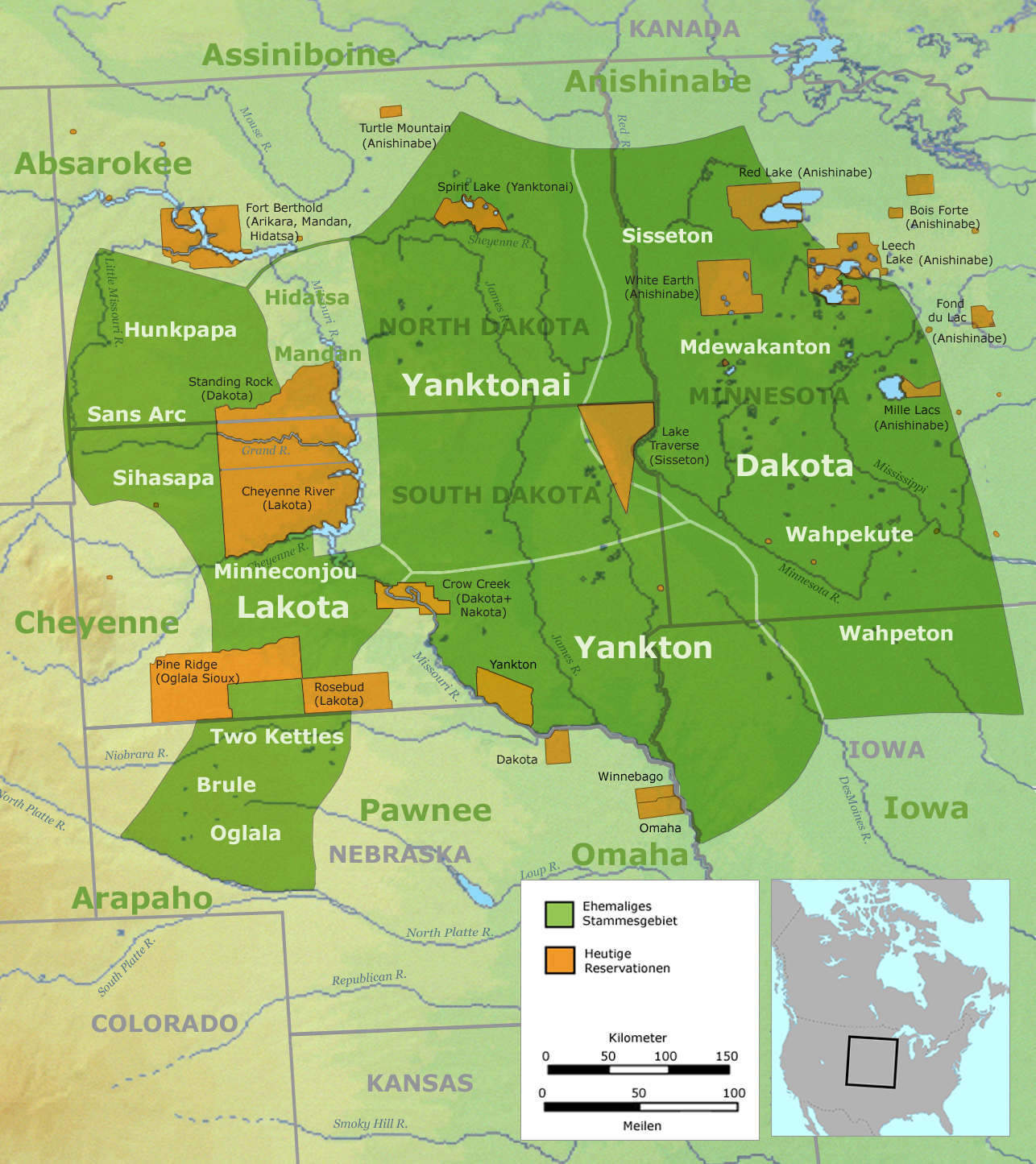
Carte indiquant la localisation des tribus et sous-tribus sioux à la fin du XVIIIe siècle. Les réserves actuelles sont indiquées en orange.

À la fin du XVIIe siècle, les Sioux, qui vont plus tard dominer la majeure partie de l'État, sont installés dans ce qui est aujourd'hui le centre et le nord du Minnesota. Les Sioux parlent une langue de la famille linguistique siouane, et sont divisées en quatre branches - le santee, le yankton, le yanktonnais et le lakota (aussi connu sous le nom de « teton »). À cette époque, le mode de vie sioux ressemble davantage à celui des autres peuples des forêts de l'Est qu'à celles des Indiens des Plaines. La plupart de leurs déplacements se fait par bateau, alors qu'ils dépendent encore de la chasse ; leur régime est complété par l'ajout de riz et de baies et les constructions en terre et en bois sont les habitations les plus courantes chez eux, contrairement aux tipis utilisés dans les plaines. Néanmoins, vers la fin du XVIIe siècle et au début du XVIIIe siècle, les Sioux entament une migration vers le sud, puis vers l'ouest dans les plaines. Cette migration a sans doute plusieurs causes, comme une nourriture plus abondante à l'ouest ou bien le fait que les Cree, rivaux des Sioux, obtiennent des fusils des Français à une époque où les Sioux en sont encore à l'arc et à la flèche,,.
Le mode de vie des Sioux est considérablement bouleversé par leur migration dans les prairies de l'ouest. Il en vient à ressembler davantage à celui d'une tribu nomade des plaines du nord qu'à celui d'une tribu largement établie dans les forêts de l'est,. Ils deviennent plus dépendants de la nourriture de bison, utilisent davantage le cheval comme mode de transport et adopte le tipi comme habitation, mieux adapté aux fréquents déplacements d'un peuple nomade que les anciens habitats semi-permanents d'autrefois.
Les quatre branches des Sioux finissent par s'établir dans différentes zones des plaines du nord. Les Lakota, qui traversent le Missouri vers 1760 et atteignent les Black Hills vers 1776, s'établissent largement dans l'ouest du Dakota du Sud, le nord-ouest du Nebraska et le sud-ouest du Dakota du Nord,. Les Yankton sont originellement installés dans le sud-est du Dakota du Sud, les Yanktonnais dans le nord-est et le sud-est et les Santee dans le centre et le sud du Minnesota,. Pour une bonne part en raison des migrations des Sioux, plusieurs tribus sont chassées de la région. Les tribus des Black Hills, et notamment les Cheyennes, sont poussées vers l'ouest, les Arikara vers le nord le long du Missouri, et les Omahas sont refoulés vers le sud-est du Dakota du Sud et au nord-est du Nebraska,.

## L'exploration européenne

### La France
La France est la première nation européenne à revendiquer des droits sur ce qui deviendra le Dakota du Sud. Au XVIIe et au XVIIIe siècles, les possessions françaises en Amérique du Nord sont connues sous le nom de Nouvelle-France et comprennent la majeure partie du Mississippi, les Grands Lacs, le fleuve Saint-Laurent et la baie d'Hudson ; ces territoires revendiqués couvrent la majeure partie du Dakota du Sud,. Pourtant, les revendications françaises sur les hautes terres du Missouri ne se développeront pas excessivement pour plusieurs raisons. Au nombre de ces facteurs, on peut citer les importantes réserves de fourrures en provenance de la baie d'Hudson et des Grands Lacs, la position précaire des possessions françaises à l'est, certaines se situant tout près de colonies britanniques, l'hostilité des Sioux qui entravent la poussée française vers l'ouest, considérant les Français comme alliés des Crees et des Ojibwés. Alors que de nombreux éclaireurs françaises semblent pénétrer dans l'est du Dakota du Sud dès la fin du XVIIe siècle, ces expéditions ne laissent aucune preuve concrète de leur présence, ce qui amène à considérer leur arrivée dans la région à cette époque comme purement spéculative.
Après la Deuxième Guerre intercoloniale achevée en 1713, la France éprouve beaucoup d'intérêt dans ses possessions occidentales, dû en grande partie à son désir de soutenir son commerce colonial de fourrures. La Grande-Bretagne avait pris le contrôle sur la plupart des régions concernées par le commerce de la fourrure autour de la baie d'Hudson, quand, dans le même temps, le commerce de la fourrure entamait son déclin dans la région des Grands Lacs en raison d'une pratique excessive de la chasse. Les premiers Européens entrés avec certitude dans le Dakota du Sud sont les frères Verendrye dont l'expédition remonte à 1743. Celle-ci débute à Fort La Reine, sur le lac Manitoba (Canada) et a pour ambition de tracer une route fluviale vers l'océan Pacifique. Les explorateurs pénètrent dans le Dakota du Sud par le nord le long du Missouri et, arrivés approximativement au centre de l'État, bifurquent soudainement vers l'ouest. On ne sait toutefois pas avec certitude jusqu'où les Verendrye font route avant de reprendre la direction du nord ; leur journal évoque vaguement leur position « [...] en vue des montagnes », montagnes que l'on peut identifier soit aux Black Hills soit aux Big Horn Mountains, plus à l'ouest. Avant de tourner vers l'ouest, les Verendrye enterrent un plateau de plomb sur lequel sont inscrits leur nom, le nom du gouverneur de la Nouvelle-France et l'année, près de l'actuelle ville de Fort Pierre. Le plateau a été découvert par des écoliers en 1913 et est depuis exposé au musée de Pierre.

### L'Espagne
En 1762, La France cède à l'Espagne ses territoires situés à l'ouest du fleuve Mississippi selon le traité de Fontainebleau. L'accord, signé en secret, a pour but d'inciter l'Espagne à accepter la victoire britannique lors de la guerre de Sept Ans. Afin de se défendre contre l'expansionnisme britannique au sud et à l'ouest, l'Espagne adopte dans le Haut-Missouri une politique de contacts étroits avec les tribus locales tout en encourageant une exploration plus poussée de la région et de découvrir une voie fluviale menant jusqu'à l'Océan Pacifique. Bien que des marchands, comme Jacques d'Église ou  Juan Munier eussent été actifs dans la région plusieurs années, ceux-ci s'étaient contentés d'agir à leur compte. Aucun effort déterminé visant à atteindre le Pacifique et à consolider le contrôle espagnol de la région n'avait jusqu'alors été entrepris. En 1793, une société connue sous le nom de Missouri Company est fondée à Saint-Louis. Son but est à la fois de favoriser le commerce et d'explorer le Haut-Missouri. Elle finance ainsi plusieurs entreprises qui tentent d'atteindre l'Océan Pacifique, mais aucune ne parvient à pousser plus loin que les bouches de la Yellowstone. En 1794, Jean Truteau (ou Trudeau) construit une cabane à l'emplacement de l'actuel Fort Randall et, en 1795, l'expédition Mackay-Evans remonte le Missouri jusqu'à l'actuel Dakota du Nord, où elle expulse plusieurs marchands britanniques qui faisaient du commerce dans la région. Vers 1802 est construite sur le Missouri une base du nom de Fort aux Cèdres, à environ 55 km au sud-est de l'actuelle ville de Pierre,. En 1800, l'Espagne cède la Louisiane à la France à la suite du traité de San Ildefonso,.

## XIXesiècle

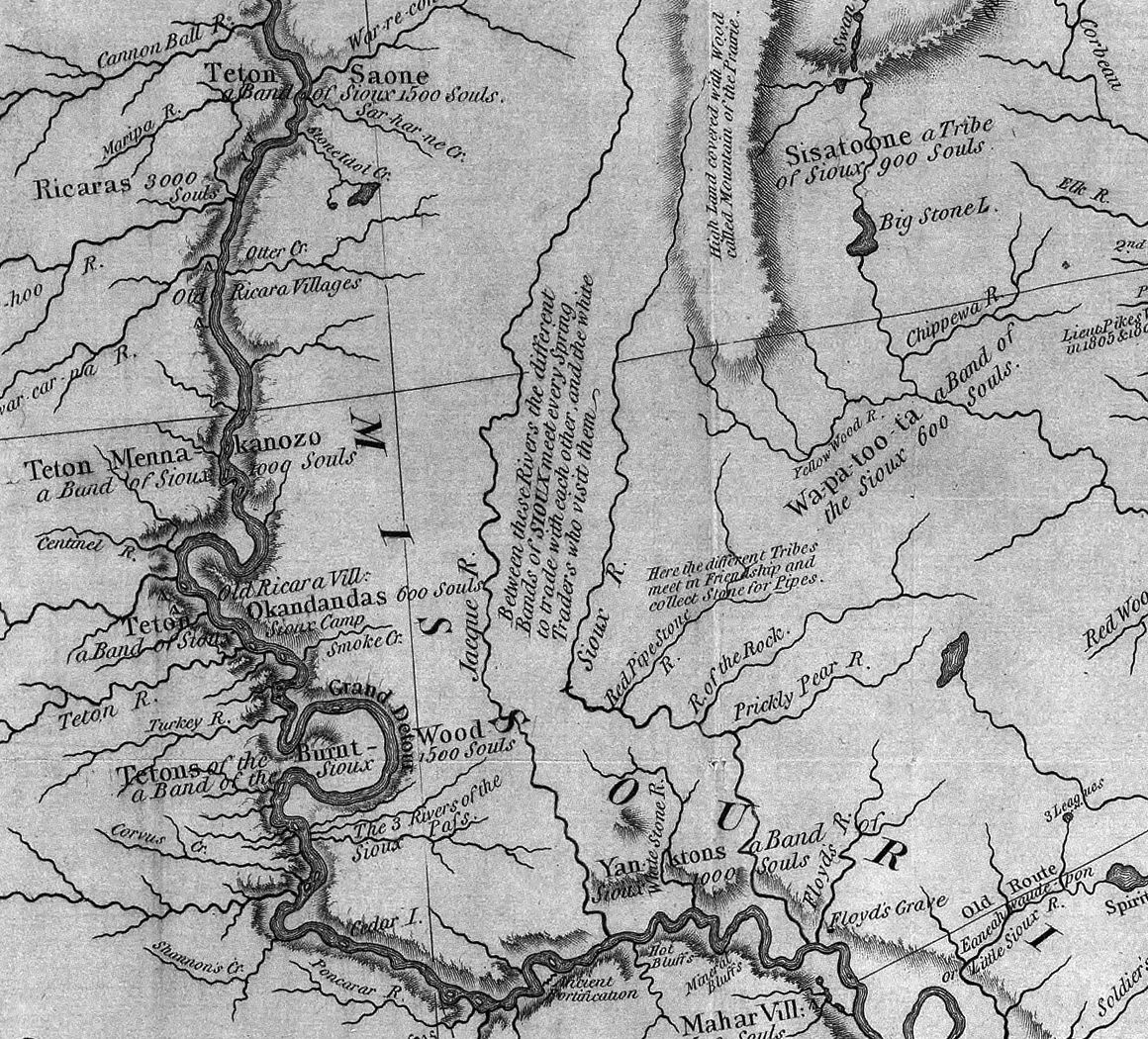
Détail d'une carte tracée par l'expédition Lewis et Clark, montrant une grande partie de ce qui va devenir l'est et le centre du Dakota du Sud.

En 1803, les États-Unis achètent le territoire de Louisiane à Napoléon Ier pour la somme de 15 000 000 $. Ce territoire inclut la partie à l'ouest du Mississippi et couvre la quasi-totalité de l'actuel Dakota du Sud, à l'exception d'une petite partie dans le coin nord-est de l'état. La région est alors largement inexplorée et vide de colons, ce qui pousse le président Thomas Jefferson à organiser une expédition, connue sous le nom d'expédition Lewis et Clark, pour explorer la région nouvellement acquise,. 

## Source
- (en) Cet article est partiellement ou en totalité issu de l’article de Wikipédia en anglais intitulé « History of South Dakota » (voir la liste des auteurs).